# 작은루손숲쥐
작은루손숲쥐(Apomys microdon)는 쥐과에 속하는 설치류의 일종이다. 필리핀에서만 발견된다.

## 특징
작은 설치류로 몸통 길이가 106mm이고 꼬리 길이는 125~145mm이다. 발 길이는 26~27mm, 귀 길이는 18~19mm, 몸무게는 최대 42g이다. 등쪽은 짙은 시나몬 갈색이고 옆구리는 황갈색이지만 배쪽은 회색빛 노랑을 띤다.

## 생태
땅 위에서 주로 생활하는 육상성 동물이지만 부분적으로 나무도 오른다. 야행성 동물이다. 먹이는 곤충과 벌레, 씨앗 등이다. 2마리의 새끼를 밴 암컷이 관찰된다.

## 분포 및 서식지
필리핀 루손섬과 카탄두아네스주에 널리 분포한다. 해발 2,025m 이하의 일차림과 이차림에서 서식한다.